# Cédric Carrasso
Cédric Carrasso, född 30 december 1981 i Avignon, Vaucluse, är en fransk före detta fotbollsmålvakt som senast spelade för turkiska Galatasaray.
I september 2017 värvades Carrasso av turkiska Galatasaray från Bordeaux som han tidigare tillhört under åtta säsonger. Carrasso debuterade den 28 november 2017 i en 5–1-vinst över Sivas Belediyespor i Turkiska cupen. Han debuterade i Süper Lig den 12 februari 2018 i en 3–0-vinst över Antalyaspor.